# Reichennehaid
Reichennehaid ist ein Gemeindeteil der Gemeinde Taufkirchen (Vils) im Landkreis Erding in Oberbayern.

## Lage
Die Einöde Reichennehaid liegt 7,75 Kilometer südöstlich von Taufkirchen.

## Kapelle
Die Hof- und Wegkapelle Reichennehaid 1	ist ein neugotischer Bau mit Dachreiter, der mit der Jahreszahl 1850 bezeichnet ist. Sie steht mit ihrer Ausstattung unter Denkmalschutz und ist in die Liste der Baudenkmäler in Taufkirchen eingetragen.

## Bevölkerungsentwicklung
Um 1871 gab es in Reichennehaid sechs Einwohner. Im Mai 1987 lebten dort sieben Einwohner in einem Wohngebäude.
| Jahr      | 1871 | 1925 | 1950 | 1970 | 1987 |
| Einwohner | 6    | 9    | 16   | 8    | 7    |